# Schœneck
Schœneck település Franciaországban, Moselle megyében. Lakosainak száma 2442 fő (2022. január 1.). Schœneck Forbach és Stiring-Wendel községekkel határos.

## Népesség
A település népessége az elmúlt években az alábbi módon változott:
| Lakosok száma | 2128 | 2541 | 2375 | 2745 | 2757 | 2675 | 2570 | 2491 | 2473 | 2442 |
|               | 1968 | 1982 | 1990 | 2006 | 2013 | 2015 | 2017 | 2019 | 2020 | 2022 |